# Callomphala hoeksemai
Callomphala hoeksemai là một loài ốc biển, là động vật thân mềm chân bụng sống ở biển thuộc họ Skeneidae.